# Claudia Goldin
Claudia Goldin (New York, 14 mei 1946) is een Amerikaanse econoom en historicus aan de Harvard-universiteit. In oktober 2023 ontving ze de Nobelprijs voor economie. Zij is de eerste vrouw die de prijs solo won en de derde vrouw ooit die de Nobelprijs voor economie ontving.

## Werk
Claudia Goldin was de eerste vrouw die een vaste aanstelling kreeg bij de afdeling economie van Harvard. Ze doet al ruim dertig jaar onderzoek naar vrouwen op de arbeidsmarkt en loonverschillen tussen mannen en vrouwen. Ze onderzoekt de economische kloof tussen mannen en vrouwen vanuit een historische context, met grote dataverzamelingen, vaak over tientallen of honderden jaren.
Ze begon haar carrière met een onderzoek naar de economie achter de slavernij. Ze reisde naar het zuiden van de Verenigde Staten voor haar onderzoek. In de volkstelling, de 10 jaarlijkse United States Census, werd wel naar het beroep van mannen gevraagd, maar niet naar die van vrouwen. Om de beroepen van werkende vrouwen te achterhalen, doorzocht Goldin vele archieven, en spitte ze dagboeken door van ondernemers uit die tijd. Ze constateerde dat getrouwde vrouwen voor de twintigste eeuw veel meer werkten dan werd aangenomen. Hun aandeel in de katoenindustrie of in boerenbedrijven was niet goed zichtbaar in de registraties. Rond 1890 waren er in de Verenigde Staten drie keer zo veel getrouwde vrouwen aan het werk als geregistreerd was, ontdekte Goldin. Voor haar werk was de algemene consensus onder economen dat de arbeidsparticipatie van vrouwen een duidelijk verband hield met de economische groei, een recht stijgende lijn. Goldins constatering dat er veel meer vrouwen werkten dan geregistreerd waren, zorgde voor een heel ander beeld van de arbeidsparticipatie van vrouwen; geen rechte lijn, maar een U-curve. In het begin van de negentiende eeuw gingen steeds meer mensen in fabrieken werken en daalde het aantal werkende vrouwen, omdat die thuis moesten werken. Goldin toonde aan dat deze veranderingen samen gingen met veranderende sociale normen over de rol van vrouwen in een huwelijk. Pas toen de dienstensector in het begin van de twintigste eeuw opkwam, groeide het aantal vrouwen met betaald werk weer.
Claudia Goldin is een van de pioniers van het onderzoek naar de economische status van vrouwen. Zo onderzocht ze het loon van alleenstaande vrouwen in de periode 1870-1920, en het verschil in arbeidsmarktdeelname tussen zwarte en witte vrouwen in 1870 en 1880. Haar focus op vrouwen ontstond nadat ze zich was gaan interesseren in de sociale geschiedenis van gezinnen. "Plots besefte ik dat er één iemand in het gezin was waar niemand over praatte omdat er niet veel informatie over te vinden was, en dat was de echtgenote en de moeder", zei ze daarover. "Die werd totaal genegeerd. Dus heb ik besloten om die geschiedenis op te schrijven."
Goldins onderzoek liet zien hoe beperkingen bij hun ouders doorwerken in de generatie vrouwen die in de jaren vijftig opgroeide. Ook zij verwachtten geen bloeiende carrière voor zichzelf, kijkend naar hun moeders. Dat zou de verklaring zijn voor het feit dat de loonkloof  tussen mannen en vrouwen van 1930 tot 1980 nagenoeg gelijk bleef.
De Nobelprijs voor Economie won ze voor haar onderzoek naar ongelijkheid tussen mannen en vrouwen op de arbeidsmarkt. Goldin onderzocht het inkomen van vrouwen in de VS over een periode van meer dan twee eeuwen. Haar onderzoek gaf inzicht in de oorsprong van de loonkloof tussen mannen en vrouwen. Daarbij keek zij naar veranderingen in wetten, maatschappelijke normen en de toegang tot onderwijs voor vrouwen. Bij de aankondiging van de prijs stelde de Koninklijke Zweedse Academie voor Wetenschappen dat Goldin "ons begrip van de resultaten van de arbeidsmarkt voor vrouwen heeft bevorderd".
Haar onderzoek wordt als belangrijk gezien om te begrijpen hoe mannen en vrouwen verschillende keuzes maken op de arbeidsmarkt. Haar werk onderzoekt hoe beperkingen in de loop van de tijd kunnen veranderen, waardoor vrouwen en mannen andere keuzes kunnen maken. Zo onderzocht ze hoe medische vooruitgang, zoals de anticonceptiepil, vrouwen meer controle gaf over hun leven en de positieve impact die dat heeft gehad op hun positie op de arbeidsmarkt.
Voor haar onderzoek Making a Name: Women's Surnames at Marriage and Beyond, las Goldin samen met Maria Shim jarenlang de trouwadvertenties in The New York Times. Ze onderzocht hiermee of vrouwen de naam van hun partner aannamen, of hun eigen naam hielden, en wat dit betekende voor de positie van vrouwen op de Amerikaanse arbeidsmarkt.
Ook de afgelopen jaren kwam ze tot interessante inzichten. In haar in 2021 verschenen boek Career & Family: Women's Century-Long Journey toward Equity onderzocht ze de invloed van ouderschap op het stagneren van de loonkloof. Goldin toonde aan dat het verschil grotendeels ontstaat bij de geboorte van het eerste kind.
Goldin bedacht de term 'greedy jobs', banen die weinig flexibiliteit bieden en lange, onregelmatige uren vereisen om carrière te maken in hoger betaalde beroepen. Volgens haar laatste onderzoek zijn deze banen van invloed op de loonkloof tussen mannen en vrouwen. Vrouwen hebben deze banen vaker dan mannen en ze zijn moeilijker te combineren met zorgtaken, stelt Godin.
Haar bevindingen worden gezien als een referentie voor onderzoekers die zich bezighouden met gendereconomie. Haar werk is nog steeds relevant en wordt aangehaald in papers en besproken in mastercursussen over ongelijkheid, onder meer aan de Erasmus universiteit.

## Persoonlijk
Ze is getrouwd met medehoogleraar aan Harvard Lawrence Katz.
1969: Frisch, Tinbergen ·
1970 : Samuelson ·
1971: Kuznets ·
1972: Hicks, Arrow ·
1973: Leontief ·
1974: Myrdal, Hayek ·
1975: Kantorovitsj, Koopmans ·
1976: Friedman ·
1977: Ohlin, Meade ·
1978: Simon ·
1979: Schultz, Lewis ·
1980: Klein ·
1981: Tobin ·
1982: Stigler ·
1983: Debreu ·
1984: Stone ·
1985: Modigliani ·
1986: Buchanan ·
1987: Solow ·
1988: Allais ·
1989: Haavelmo ·
1990: Markowitz, Miller, Sharpe ·
1991: Coase ·
1992: Becker ·
1993: Fogel, North ·
1994: Harsanyi, Nash, Selten ·
1995: Lucas ·
1996: Mirrlees, Vickrey ·
1997: Merton, Scholes ·
1998: Sen ·
1999: Mundell ·
2000: Heckman, McFadden ·
2001: Akerlof, Spence, Stiglitz ·
2002: Kahneman, Smith ·
2003: Engle, Granger ·
2004: Kydland, Prescott ·
2005: Aumann, Schelling ·
2006: Phelps ·
2007: Hurwicz, Maskin, Myerson ·
2008: Krugman ·
2009: Ostrom, Williamson ·
2010: Diamond, Mortensen, Pissarides ·
2011: Sims, Sargent ·
2012: Roth, Shapley  ·
2013: Fama, Hansen, Shiller  ·
2014: Tirole  ·
2015: Deaton  ·
2016: Hart, Holmström ·
2017: Thaler ·
2018: Nordhaus, Romer ·
2019: Banerjee, Duflo, Kremer ·
2020: Milgrom, Wilson ·
2021: Imbens, Angrist, Card ·
2022: Bernanke, Diamond, Dybvig ·
2023: Goldin ·
2024: Acemoglu, Johnson, Robinson
- Bibsys: 90728027
- Biblioteca Nacional de España: XX1286289
- Bibliothèque nationale de France: cb121867955 (data)
- Catàleg d'autoritats de noms i títols de Catalunya: 981058512785806706
- CiNii: DA01322090
- Gemeinsame Normdatei: 128759321
- International Standard Name Identifier: 0000 0001 0886 4389
- Library of Congress Control Number: n83212494
- Nationale Bibliotheek van Letland: 000342041
- Mathematics Genealogy Project: 211597
- Bibliotheek van het Japanse parlement: 032770639
- Nationale Bibliotheek van Tsjechië: mub20181002093
- Nationale bibliotheek van Australië: 43087780
- Nationale Bibliotheek van Israël: 987007427627805171
- Nationale Bibliotheek van Polen: a0000002272679
- Nederlandse Thesaurus van Auteursnamen: 074779222
- Réseau des bibliothèques de Suisse occidentale: 02-A025777799
- LIBRIS: 394084
- Système universitaire de documentation: 03045753X
- Trove: 946234
- Virtual International Authority File: 34501769
- WorldCat: E39PBJbCTPRvtjpvPhmXtqWCcP